# 博多駅中央街
博多駅中央街（、ローマ字表記: Hakata-eki-chūōgai）は、福岡市博多区の博多駅を中心とする地区の地名。現行の行政地名は博多駅中央街。面積は16.47ヘクタール。2023年2月末現在の人口は74人。郵便番号は812-0012。

## 概要
福岡市の都心部とされる中央区天神の東約2キロメートル、博多区のやや北西側に位置する。北東及び東で空港通り及び竹下通りを挟んで博多駅東と、南東で筑紫通りを挟んで博多駅南と、南西、西及び北西で筑紫通り、住吉通り及び空港通りを挟んで博多駅前と隣接する。現代における博多地区の中心エリアである。
町内の中心には、新幹線、在来線、公営の地下鉄の複数の路線が乗り入れる博多駅があり、バスターミナル、タクシースタンドなどの交通に関する施設が駅構内の自由通路やペデストリアンデッキなどの回遊性の高い通路により相互に連結され、福岡市の主要な交通結節点の一つを形成している。さらに、隣接する地区と同様に交通結節点の機能を補完するホテルが集積している。また、駅ビルや周辺のオフィスビルの中に大型の商業施設が集まり、博多口の交通広場の下には博多駅地下街があり、隣接する博多駅前のオフィスビルの地下階にある商店街とも直結し、繁華街を形成している。地形については、標高が3から4メートル程度と低いため、御笠川の氾濫により度重なる洪水が発生しており、1999年6月29日（火曜日）に発生した6.29豪雨災害などでは地下への大規模な浸水被害も生じている。

### 都市計画
博多駅中央街を含む周辺地域の都市計画における位置づけについては、2012年12月21日に策定された『第9次福岡市基本計画』の「都市空間構想図」において、「都心部」に含まれている。都心部のなかでも特に天神・渡辺通、博多駅周辺、ウォーターフロント（博多ふ頭及び中央ふ頭）の3地区が都心部の核とされており、これらについてそれぞれの都市機能を高めるとともに、回遊性の向上を図り、地区間相互の連携を高めるとされている。2014年5月策定の『福岡市都市計画マスタープラン』においては、都心核としての博多駅は西日本の中枢となる業務が集まる核として、商業機能や文化機能が充実し、回遊性が高いまちが将来像とされており、交通結節機能の強化などがまちづくりの視点とされている。用途地域については、町内の全域が商業地域である。また、町内全域について地区計画が定められ、歩行者空間の確保や回遊性の向上を図るために、用途地域等の規制に加えて、さらに建築物等の用途、容積率の最高限度、建築物の敷地面積の最低限度、壁面の位置の制限などが加えられている。

## 歴史

### 町域の変遷
現在の地名は、1969年（昭和44年）における住居表示の実施に伴う地名変更によって定められたものであり、その実施前後の地名は次表のとおりである。
| 住居表示実施後 | 実施年月日         | 住居表示実施前                                                       |
| -------------- | ------------------ | -------------------------------------------------------------------- |
| 博多駅中央街   | 1969年（昭和44年） | 福岡市中比恵町、三社町、明治町一丁目から三丁目まで及び音羽町の各一部 |

## 人口
博多駅中央街の人口の推移を福岡市の住民基本台帳（公称町別）に基づき示す（単位：人）。集計時点は各年9月末現在である。
- 2001年（平成13年）：105
- 2002年（平成14年）：97
- 2003年（平成15年）：97
- 2004年（平成16年）：97
- 2005年（平成17年）：100
- 2006年（平成18年）：95
- 2007年（平成19年）：96
- 2008年（平成20年）：83
- 2009年（平成21年）：74
- 2010年（平成22年）：71
- 2011年（平成23年）：85
- 2012年（平成24年）：77
- 2013年（平成25年）：85
- 2014年（平成26年）：86
- 2015年（平成27年）：82
- 2016年（平成28年）：82
- 2017年（平成29年）：77
- 2018年（平成30年）：86
- 2019年（令和元年）：78
- 2020年（令和2年）：80
- 2021年（令和3年）：75
- 2022年（令和4年）：78

## 施設

### 商業施設
以下は行政区画（町丁）としての博多駅中央街にある代表的な商業施設である。商業地としては周辺の博多駅前、博多駅東、博多駅南などの地域と一体性があるため、別のページ博多駅#駅周辺を参照のこと。

#### 駅ビル
- 駅ビルのJR博多シティにある施設
  - 博多阪急
  - アミュプラザ博多
- 在来線の高架下にある施設
  - マイング博多駅名店街
- 筑紫口側駅ビルの中にある施設
  - デイトス
- AMU EST（アミュエスト、アミュプラザ博多の別館）

#### 駅ナカ
駅の構内にある商業施設である駅ナカとしてコンビニエンスストアや複数の飲食店などがある。

#### その他の商業施設
- 博多バスターミナルの地下にある施設
  - バスチカ商店街
- KITTE博多にある施設
  - 博多マルイ
- 筑紫口の東側にある施設
  - デイトスアネックス
- 博多郵便局などの事務所が入居するJRJP博多ビルにある施設
  - 駅から三百歩横丁（飲食店街）
- ヨドバシ博多にある施設
  - ヨドバシカメラ・マルチメディア博多

### 業務施設、ホテル等
（博多駅のページを参照のこと）

### 公共・公益施設
- 交通広場（駅の西側の「博多口」と東側の「筑紫口」の2箇所）
- 博多駅前警部交番[注釈 2]
- 博多駅証明サービスコーナー[注釈 3]
- 福岡市観光案内所（博多駅総合案内所）[注釈 4]
- 献血ルーム おっしょい博多[注釈 5][16]

### 学校
町内に学校は存在しないが、校区については、小学校区、中学校区についてそれぞれ次の学校の校区に属する。
- 小学校：福岡市立堅粕小学校[注釈 6]
- 中学校：福岡市立東光中学校[注釈 7]

## 交通
交通に関しては、町内に複数の鉄道路線やバスターミナルがあり、福岡市の主要な交通結節点の一つを形成している。

### 道路
主な幹線道路は次の通り。

#### 国道
- 国道385号（福岡市道路愛称：竹下通り）

#### 県道
- 福岡県道43号博多停車場線（福岡市道路愛称：大博通り）
- 福岡県道510号博多停車場東本町線（福岡市道路愛称：大博通り）

#### 市道
- 博多駅前線（幹線一級、福岡市道路愛称：空港通り、住吉通り）
- 博多駅前線（幹線二級、東端のみが接続、福岡市道路愛称：はかた駅前通り）
- 博多駅五十川線（幹線一級、福岡市道路愛称：竹下通り）
- 博多駅草ヶ江線（幹線一級、福岡市道路愛称：筑紫通り）
- 博多駅春日原2号線（幹線一級、北西端のみが接続）
- 博多駅山王線（幹線二級、西端が接続）

### 鉄道
鉄道については、次の路線があり、相互に連結している。

#### JR九州
- 鹿児島本線博多駅
- 福北ゆたか線博多駅
- 九州新幹線博多駅

#### JR西日本
- 山陽新幹線博多駅

#### 福岡市地下鉄空港線
- 博多駅

#### 福岡市地下鉄七隈線
- 博多駅

### バス
バスについては、西日本鉄道株式会社が運営する西鉄バスが運行しており、次の停留所等がある。
- 博多バスターミナル
- 博多駅A[注釈 8]
- 博多駅B[注釈 9]
- 博多駅C[注釈 10]
- 博多駅E[注釈 11]
- 博多駅F[注釈 12]
- 博多駅筑紫口